# Volo Northwest Airlines 421
Il Volo Northwest Airlines 421 era un volo passeggeri di linea nazionale da Chicago, Illinois a Minneapolis, Minnesota, precipitato il 29 agosto 1948. L'aereo Martin 2-0-2, operato dalla Northwest Airlines, subì un cedimento strutturale nell'ala sinistra e si schiantò circa 4.1 miglia (6,6 km) a nord-ovest di Winona, Minnesota, circa 95 miglia (153 km) a sud-est di Minneapolis. Un'indagine del Civil Aeronautics Board ha stabilito che l'incidente è stato causato da crepe da fatica nelle ali dell'aereo e ha raccomandato velocità inferiori e ispezioni frequenti di tutti gli aerei Martin 2-0-2.
Tutti i 33 passeggeri e i 4 membri dell'equipaggio a bordo furono uccisi. L'incidente è stata la prima perdita di un Martin 2-0-2 e rimane l'incidente peggiore che ha coinvolto un Martin 2-0-2.

## Il volo
Il volo 421 era servito da un aereo Martin 2-0-2 operato dalla Northwest Airlines. Aveva poco meno di un anno e aveva accumulato un tempo di volo totale di 1.321 ore a partire dal 1947. Il volo era pilotato dal capitano Robert Leslie Johnson, che aveva 5.502 ore di volo. Il copilota era David Franklin Brenner, con 2.380 ore di volo. L'hostess a bordo era Mary E. Ungs.
L'aereo è partito dall'aeroporto di Midway alle 15:50, CST, trasportando 33 passeggeri, 4 membri dell'equipaggio, 800 galloni americani (3.000 L; 670 imp gal) di carburante e 1.038 libbre (471 kg) di bagaglio. I bollettini meteorologici ricevuti prima della partenza indicavano condizioni relativamente serene con alcuni rovesci di pioggia sparsi lungo il percorso nelle vicinanze di La Crosse, Wisconsin e Rochester, Minnesota. Il volo proseguì normalmente quando l'aereo raggiunse l'altitudine prevista di 8.000 piedi (2.400 m) e attraversò il Wisconsin. Alle 16:55, l'aereo riferì la sua posizione sopra La Crosse, Wisconsin, a circa 125 miglia (201 km) a sud-est di Minneapolis. L'aereo ha ricevuto il permesso di iniziare la discesa ed è sceso a 7.000 piedi (2.100 m) alle 16:59.

## Incidente
L'ultima comunicazione effettuata con il volo è stata un rapporto delle 16:59 da parte del pilota secondo cui l'aereo aveva superato il livello di altitudine di 7.000 piedi (2.100 m). Il pilota sembrava calmo e non ha dato indicazioni che l'aereo avesse problemi meccanici.
Tra le 16:45 e le 17:00, alcune persone nella zona di Winona, Minnesota, stavano osservando un temporale in arrivo da nord-ovest. Queste persone hanno riferito al Civil Aeronautics Board che la tempesta stava aumentando di intensità e hanno osservato una quantità crescente di tuoni e fulmini. L'aereo ha proseguito la rotta in direzione di Winona, dove ha incontrato il temporale. L'aereo è stato visto volare sotto le nuvole prima di entrare nella nuvola di rollio, o all'inizio del temporale. Questo è stato l'ultimo avvistamento segnalato dell'aereo; pochi secondi dopo, gli osservatori locali hanno visto pezzi dell'aereo cadere dal cielo.
Il pilota fuori servizio della Northwest Airlines, il capitano Jack Volkel, che viveva a Winona e che osservò l'incidente, disse ai giornali che credeva che l'aereo di linea fosse stato colpito da un fulmine. Alcuni agricoltori locali hanno affermato che l’aereo sembrava rollare a botte, ma hanno anche osservato che, sebbene le precipitazioni fossero significative, i venti erano relativamente leggeri.

## Indagine e conseguenze

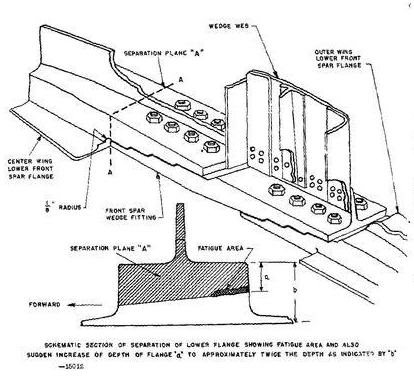
Un'illustrazione dell'assemblaggio della radice dell'ala dal rapporto sull'incidente del Civil Aeronautics Board

L'aereo si è schiantato su una scogliera boscosa sul lato Wisconsin del fiume Mississippi, tra Winona e Fountain City, Wisconsin. L'aereo è stato diviso in quattro grandi pezzi, con numerosi depositi di rottami più piccoli. Le grandi sezioni erano posizionate in linea retta con un rilevamento di 335°, approssimando la traiettoria di volo prevista. Queste grandi sezioni erano la fusoliera, il piano di coda, l'ala esterna sinistra e l'ala interna sinistra.
I corpi straziati di tutti i 37 defunti si trovavano all'interno della fusoliera distrutta che era rotolata in un profondo burrone. I lati del burrone erano così ripidi che i soccorritori formarono una catena umana per trasportare i resti dei passeggeri per 50 metri lungo la fessura rocciosa. Carri agricoli trainati da cavalli, carichi di resti umani, scendevano pericolosamente lungo la scogliera. Le notizie contemporanee stimano che fino a 20.000 persone siano venute per vedere la scena dell'incidente e prestare aiuto.
Gli investigatori del Civil Aeronautics Board hanno concluso che la parte esterna dell'ala si era staccata dal resto dell'ala. L'indagine ha rivelato una fessura da fatica lunga 7⁄8 pollici (22 mm) e profonda 3⁄32 pollici (2,4 mm) nel punto di distacco. Crepe simili sono state trovate sulle radici delle ali di un altro aereo Martin 2-0-2 che ha volato sulla stessa traiettoria di volo durante la stessa tempesta poco dopo il volo 421. Le ispezioni di ottobre di altri tre aerei Martin 2-0-2 hanno rivelato identiche crepe da fatica posizioni simili.
Il rapporto del CAB concludeva:
(— Civil Aeronautics Board, Docket #SA-178, File #1-0117, June 29, 1949.)
L'indagine ha stabilito che un longherone sulla parte anteriore sinistra dell'ala si è separato, seguito rapidamente dal longherone posteriore inferiore e dai collegamenti che collegavano l'ala esterna alla sezione centrale. La perdita dell'ala sinistra fece rotolare l'aereo a sinistra, dopodiché la fusoliera e lo stabilizzatore orizzontale destro entrarono in collisione con l'ala separata. La separazione iniziale è stata causata da una raffica di vento superiore alla velocità operativa o da una raffica simile a velocità inferiore dopo che il materiale si era affaticato.
Il Consiglio ha inoltre raccomandato ispezioni frequenti dei raccordi delle radici delle ali per lo sviluppo di crepe da fatica, aumento dello spessore della porzione di ala attaccata alla fusoliera e riduzione delle velocità operative del 10%.
Nell'aprile 1949, la Northwest Airlines fece causa alla Glenn L. Martin Company, produttrice del Martin 2-0-2, per $ 725.000. La causa sosteneva che la compagnia aveva venduto alla compagnia aerea cinque aerei difettosi, compreso l'aereo perso nel volo 421. Glenn Martin, presidente della società di produzione di aerei, liquidò la causa come una mera formalità, una sorta di manovra legale senza senso per placare il disaccordo delle compagnie di assicurazioni.
Il volo 421 fu la prima perdita dello scafo di un Martin 2-0-2. Resta l'incidente più mortale che coinvolge il 2-0-2. All'epoca fu il peggior disastro aereo della Northwest Airlines e il primo incidente in oltre un miliardo di miglia di volo.